# Anthon Edwards Knudtzon
Anthon Edwards Knudtzon (født 29. januar 1999 i Gentofte) er en dansk skuespiller og musiker, og tidligere medlem af duoen Citybois.

## Baggrund
Anthon Edwards Knudtzon blev født den 29. januar 1999 i Gentofte nord for København. Anthon har tre søskende; Asta, Alma, og Esmeralda.
Han blev student fra Sankt Annæ Gymnasium i 2018.

## Karriere
Anthon startede sin karriere i 2012, da han medvirkede i DR Ultra serien Pendlerkids, hvor han spillede Magnus. Derefter har han medvirket i yderligere to sæsoner af Pendlerkids.
Knudtzon var sammen med Thor Blanchez Farlov med i X Factor 2015, hvor de opnåede en fjerdeplads efter at være røget ud i semifinalen. Selvom Citybois røg ud i semifinalen, skrev de alligevel under på en uge senere pladekontrakt med selskabet Sony Music Entertainment. De udgav herefter den første single "Things We Do", der toppede som nummer fem på hitlisterne og solgte guld, allerede inden X Factor-sæsonen var slut.
Han medvirkede i kampagnen Digitale krænkelser koster lanceret i februar 2020 af ligestillingsminister Mogens Jensen, efter at være blevet dømt 20 dages betinget fængsel for medvirken i den såkaldte Umbrella-sag.
I oktober 2020 meddelte Knudtzon at Citybois holdt pause, efter at have udgivet sin debutsingle "Holder os vågne" feat. Burhan G.

## Filmografi
| År        | Serie            | Rolle                             | Noter                  |
| --------- | ---------------- | --------------------------------- | ---------------------- |
| 2012–2014 | Pendlerkids      | Magnus                            | Sæson 1–3              |
| 2015      | X Factor Danmark | Medlem af den danske duo Citybois | Stemt ud i semifinalen |